# Cyperus alulatus
Cyperus alulatus là một loài thực vật có hoa trong họ Cói. Loài này được J.Kern mô tả khoa học đầu tiên năm 1952.